# Zibaldone
El Zibaldone dels pensaments (en italià, Zibaldone di pensieri), normalment abreujat Zibaldone, és una obra de l'escriptor i filòsof italià Giacomo Leopardi. Recull gran quantitat d'apunts diversos escrits entre 1817 i 1832, en forma del seu diari personal. Va ser publicat entre 1898 i 1900 per una comissió d'acadèmics presidida per Giousuè Carducci e Antonio Ranieri. Va ser iniciat quan Leopardi tenia 19 anys, i abandonat cinc anys abans de la seva mort. Les reflexions filosòfiques que conté són el resultat de la lluita de l'escriptor per aconseguir una imatge del món pròpia.
N'hi ha una traducció catalana, El Zibaldone dels pensaments, amb prefaci del polític i escriptor italià Franco Foschi, i selecció, introducció i traducció d'Assumpta Camps. L'edició en castellà va anar a cura de l'escriptor barceloní Rafael Argullol.

## Títol
El títol deriva del nom donat en llengua italiana a un gènere sorgit durant el final de l'edat mitjana, donat les característiques de la seva composició literària, una barreja de pensaments, i un plat del mateix nom de l'Emília que es compon d'una barreja de molts ingredients diferents. A vegades el mot es va servir per descriure una multitud confusa de gent. A partir de l'obra de Leopardi s'ha començat a estendre el terme per descriure anotacions diverses en quaderns o diaris, mot que també pot prendre un sentit desqualificatiu.

## Contingut i estil
Es tracta d'anotacions de diferent extensió, inspirades per temàtica diferent, sovint escrits directament i sense preparació real, donant a aquests pensaments un estil senzill per la seva provisionalitat, amb aspecte d'haver estat fets amb presses. Alguns són més llargs que altres, i en trobem alguns que ocupen una línia, i d'altres que més de dues pàgines. La seva importància ve donada pel fet de ser un resum del seu pensament filosòfic i per sintetitzar molts dels temes que es troben als Cants, les Obretes Morals o en els Pensaments.

## Datació
La primera pàgina ha estat datada de juliol o agost de 1817, mentre que la darrera va ser escrita el 4 de desembre de 1832 a Florència. Ocupa 4525, de les quals la major part va ser escrit entre 1817 i 1823, amb un total de més de 4000 pensaments elaborats.